# 襄阳公交
襄阳公交，为中国湖北襄阳市公交路线。管理者襄阳市交通局，经营者为襄阳市公共交通总公司。

## 概况
襄阳市公用汽车公司成立于1966年4月，由襄阳市城市建设局管理。根据城市发展之需要，1993年2月25日公司更名为“襄阳市公共交通总公司”，2002年6月8日，改由襄阳市城市管理局管理，2003年11月开始，由襄阳市交通局管理。

## 线路
襄阳市公交路线多以襄阳站，人民广场为中心，并向四面延伸，呈放射狀，另有七里河，鱼梁洲，岘山，万山，贾洼等八个大型车场以及调度中心大楼。襄阳市的公交路线一共有46条，分为普通线路，郊区线路和专线车。

### 线路列表
襄阳公交1路
时间5：15--23：15折返运行
火车站←→消防支队←→人民广场（市中医院）←→解放桥←→樊城一桥头←→襄阳一桥头←→东门口（襄阳仁爱女子医院）←→东街←→十字街←→清真寺(襄阳102医院)←→南湖广场←→胜利街(六化建医院)←→落轿街(台基半导体有限公司)←→岘山
襄阳公交2路
时间6：00—20:00循环运行
火车站←→中原路←→春园路←→春园西路←→现代城←→长虹路口←→长汉路←→七里桥←→汉江中路←→汉江南路←→工业区←→建设西路（樊城社保）←→建设中路（樊城爱尔眼科医院）←→建设东路（银河证劵）←→米公路←→车桥厂←→解放西路←→樊城一桥头←→解放桥（襄阳五医院）←→鹿角门←→丹江南路←→鱼梁洲←→公交车场←→商业街←→楚才中学
襄阳公交3路
时间5：30—19：10折返运行
定中桥←→前进路口←→风华路口←→长虹路口←→工业区←→大世界←→施营←→交警二大队（月亮湾公园）←→军纺路（军工医院）（肿瘤医院）←→贾洼←→襄阳汇尔杰←→东寨（固王大酒店）←→宋家寨←→柿铺←→詹家园←→梁坡←→白湾小学路口←→许巷←→兴隆←→黄洼路口←→朱湾←→杨巷路口←→竹条一中←→竹条←→竹条新街←→赵庄←→冯家坝←→张王岗村←→张岗←→庞营←→牛首加油站←→牛首二中←→牛首
襄阳公交4路
时间6：30—18：20折返运行
车桥厂←→解放西路←→樊城一桥头←→人民广场（解放桥）←→大庆中路（人民广场）←→丹江路口←→交警三大队←→红光路←→清河口←→清河桥东（百洋欧典）←→汉津路口←→襄阳交警队←→金富士路口←→襄州一中←→襄州土地局←→城关一中←→王营街←→交通路口←→襄州区政府←→襄州广电←→六两河←→化肥厂←→肖湾派出所←→华强路口←→杨庄←→马沟路口←→洪山头←→公仆塔←→功德陵←→钻石大道东站←→下梨园←→寺湾道班←→机场路口←→刘集路口←→大沟←→大桥三队路口←→大桥二队路口←→大桥加油站←→唐白河
襄阳公交6路
时间6：00—22：40折返运行
去程：人民广场（解放桥）→樊城一桥头→襄阳一桥头→东门口→东街→十字街→西门→长虹桥南→名人城市酒店→襄阳市图书馆→檀溪中路（王氏口腔门诊）→襄阳市政府→广电中心→恒大名都→万山工业区→万山（襄阳四十一中学）→万山西站→千山（安定医院）→职业技术学院→贾洲→花梨木店东→花梨木店→花梨木店西→牌坊→刘营→国道路口→隆中街口→新建路口→中街路口→中街→兽医站→南街口→航宇路→卧龙镇
回程：人民广场（解放桥）←人民广场（公交总公司）←樊城一桥头←襄阳一桥头←东门口←东街←十字街←西门←长虹桥南←名人城市酒店←襄阳市图书馆←檀溪中路（王氏口腔门诊）←襄阳市政府←广电中心←恒大名都←万山工业区←万山（襄阳四十一中学）←万山西站←千山（安定医院）←职业技术学院←贾洲←花梨木店东←花梨木店←花梨木店西←牌坊←刘营←国道路口←隆中街口←新建路口←中街路口←中街←兽医站←南街口←航宇路←卧龙镇
襄阳公交7路
时间5：52--18：50折返运行
人民广场（襄阳市中医院）←→消防支队←→火车站←→中原路←→陈营←→紫贞小区←→长虹北路（艺苑景观豪庭）←→江山北路←→彭岗（追日电器）←→华光厂←→汉十路←→团山镇←→团山北站（品上品庄园）←→君和.香山花园←→四O一厂←→清河店←→丰年食品公司←→伙牌村←→九天纺织公司←→伙牌道班←→伙牌法庭←→幸福路口←→伙牌政府←→郜营车站
襄阳公交8路
时间5：55—18：45折返运行
鱼梁洲←→丹江南路←→鹿角门←→解放桥（襄阳五医院）←→樊城一桥头←→襄阳一桥头←→东街←→十字街←→西门←→长虹桥南←→名人城市酒店←→襄阳市图书馆←→檀溪中路←→琵琶山路←→营盘村←→附加站←→麒麟店←→襄阳伺服工业园（车管所）←→凤凰村北←→凤凰村南←→白云村←→白庙←→尹集
襄阳公交9路
时间6：45—20：42折返运行
襄阳东站←→化肥厂←→六两河←→襄州广电←→襄州区政府←→交通路口←→王营街←→城关一中←→襄州土地局←→襄州一中←→金富士路口←→襄州交警队←→汉津路口←→清河桥东（百洋欧典）←→清河口←→红光路（襄阳市供销社）←→交警三大队←→丹江路口←→人民广场（公交总公司）←→定中桥←→前进路口←→风华路口←→长虹路口←→工业区←→大世界←→施营←→交警二大队（月亮湾公园）←→军纺路（肿瘤医院）（军工医院）←→贾洼←→襄阳汇尔杰←→东寨（固王大酒店）←→宋家寨←→柿铺←→柿铺西站
襄阳公交10路
时间6：10--19：40循环运行
清河路←→长征东路←→工贸中心←→丹江路←→丹江路口←→人民广场（公交总公司）←→一桥桥北←→朝阳路←→米公路←→建设东路（银河证劵）←→建设路口←→人民路口←→工人新村←→毛纺小区←→建华路←→建华中路←→交警支队←→新华路口←→新华中路←→春园路←→中原路口←→刑警大队←→董台←→洪家沟←→清河路
襄阳公交13路
时间5：20--23：15折返运行
火车站←→中原路口←→七里河（联邦律师事务所）←→新华北路←→科技馆←→现代城←→长汉路口←→毛纺小区←→工人新村←→人民路口←→建设路口←→长虹桥北←→长虹桥南←→十字街←→襄城南街（襄阳102医院）←→南湖广场←→胜利街（六化建医院）←→落轿街（台基半导体公司）←→岘山
襄阳公交14路
时间6：00—21：30折返运行
火车站←→新华路口←→交警支队←→建华路口←→前进路←→朝阳路←→朝阳路口←→解放西路←→襄阳一桥头←→东街←→十字街←→清真寺（襄阳102医院）←→南湖广场←→胜利街←→西巷口←→烈士陵园←→铁佛寺路口←→襄城客运站（省工业建筑学校）←→东风汽车电气公司
襄阳公交16路
时间6：30—22：40折返运行
朝阳路←→一桥桥北←→人民广场（公交总公司）←→大庆中路（人民广场）←→丹江路←→交警三大队←→红光路←→清河口←→清河桥东（百洋欧典）←→汉津路口←→襄州交警队←→金富士路口←→襄州一中←→襄州土地局←→城关一中←→王营街←→交通路口←→襄阳区政府←→襄阳广电←→六两河←→化肥厂←→肖湾派出所←→华强路口←→灯泡厂家属院←→钢铁厂
襄阳公交19路
时间6：20—17：20折返运行
襄阳五中←→高客站（公交二公司）←→航宇路（大力集团）←→邓曼路口←→邓侯路口←→追日路口←→黄家路口←→王寨←→航天小区←→中原西路←→紫贞小区←→陈营←→陈营路口←→五洲医院←→刑警大队←→董台←→洪家沟←→幸福路口←→火车站←→消防支队←→人民广场(市中医院)←→丹江路口←→丹江中路←→丹江南路←→鱼梁洲←→公交车场←→鱼梁洲管委会←→美亚小区←→水上派出所
襄阳公交20路
时间6：20--20：40折返运行
后贾洼（安迈电气）←→后贾洼路口（螺霸压缩机）←→3611机械厂←→3545工厂←→松鹤西路←→乔营←→施营路口←→乔营小区←→松鹤中路（三六四医院）←→高庄街←→长虹路口←→风华路←→立业路←→前进路口←→定中桥←→人民广场（公交总公司）←→解放桥（襄阳五医院）←→鹿角门←→丹江南路←→鱼梁洲←→明珠路
襄阳公交21路
时间6：37—22：05折返运行
万山工业区←→恒大名都←→广电中心←→襄阳市政府←→檀溪中路←→襄阳市图书馆←→名人城市酒店←→长虹桥南←→西门←→十字街←→东街←→四季青←→闸口←→建锦路
襄阳公交22路
时间6：10—20：15折返运行
沿江大道东站←→解放桥←→大庆中路（人民广场）←→丹江路口←→丹江路←→新华路口←→新华中路←→科技馆←→新华北路←→诸葛亮广场（东大肛肠医院）←→万达广场←→白马广场←→长虹北路（艺苑景观豪庭）←→江山北路←→彭岗（追日电器）←→华光厂←→汉十路口←→高客站(公交二公司)←→襄阳五中
襄阳公交23路
时间5：50--18：40折返运行
火车站←→前进东路←→清河路←→清河东路←→清河口←→清河桥东（百洋欧典）←→汉津路口←→襄州交警队←→金富士路口←→襄州一中←→襄州土地局←→城关一中←→王营街←→交通路口←→襄阳区政府←→襄阳广电←→六两河←→化肥厂←→襄阳东站
襄阳公交24路
时间5：50--20：26折返运行
万山工业区←→恒大名都←→广电中心←→襄阳市政府←→檀溪中路←→襄阳市图书馆←→名人城市酒店←→长虹桥南←→西门（市立惠民医院）←→十字街←→东街←→襄阳一桥头←→樊城一桥头←→人民广场（公交总公司）←→丹江路口←→交警三大队←→红光路（襄阳市供销社）←→清河口←→清河桥东（百洋欧典）←→汉津路口←→襄州交警队←→金富士路口←→襄州一中←→襄州土地局←→城关一中←→王营街←→交通路口←→襄州区政府←→襄州广电←→六两河←→化肥厂←→襄阳东站
襄阳公交25路
时间6：36—18：10折返运行
云湾（华中光彩大市场）←→春园东路←→铁路四院←→大吕沟桥←→刑警大队←→中原路←→火车站←→新华路口←→交警支队←→建华中路←→建华路←→毛纺小区←→工人新村←→人民路口←→建设路口←→长虹桥北←→名人城市酒店←→襄阳市图书馆←→物价局←→虎头山路←→营盘村←→附加站←→麒麟店←→襄阳伺服工业园（车管所）←→凤凰村北←→凤凰村南←→白云村←→白庙←→尹集
襄阳公交26路
时间6：00—20：10折返运行
火车站←→新华路口←→交警支队←→建华中路←→建华路←→毛纺小区←→工人新村←→长虹路口←→工业区←→大世界←→施营←→交警二大队（月亮湾公园）←→军纺路（肿瘤医院）（军工医院）←→贾洼（家福莱家具公司）←→襄阳汇尔杰←→东寨（固王大酒店）←→宋家寨←→柿铺←→柿铺西站
襄阳公交27路
时间6：21—20：00折返运行
沿江大道东站←→解放桥（襄阳五医院）←→人民广场（襄阳市中医院）←→消防支队←→火车站←→中原路←→春园路←→春园西路←→现代城←→襄阳三十二中←→建昌←→汉江路口←→襄阳农工医院（汉江老年公寓）←→白家庄←→春园西路华中药业←→振华北路←→施营路口←→乔营←→松鹤西路←→3545工厂←→3611机械厂←→后贾洼路口（螺霸压缩机）←→后贾洼（安迈电气）
襄阳公交28路（汉丹专线）
时间6：30--19：10折返运行
汉丹厂←→家属楼←→周家庄←→汉丹路口←→营盘村←→虎头山路←→环山路口←→襄城客运站←→长虹桥南←→西门←→十字街←→荆州街
襄阳公交29路（卫东专线）
时间7：00--19：00折返运行
四季青←→东街←→十字街←→西门←→长虹桥南←→名人城市酒店←→襄阳市图书馆←→物价局←→虎头山路←→营盘村←→麒麟店←→卫东生活区←→卫东公会
襄阳公交38路
时间6：35--18：40折返运行
解放桥（襄阳五医院）←→人民广场（公交总公司）←→一桥桥北←→樊城桥头←→解放西路←→朝阳路口←→朝阳路←→前进路←→建华路口←→交警支队←→新华路口←→新华中路←→科技馆←→新华北路←→行政服务中心←→襄阳三十二中←→建昌←→汉江路←→武警黄金学校←→汉江北路（海华光源）←→王寨←→黄家路口←→追日路口←→邓侯路口←→邓曼路口（大力集团）←→襄阳五中
襄阳公交310路
时间6:30—16:30折返运行
襄阳东站←→钢铁厂←→深圳工业园←→襄阳机场←→许营
襄阳公交302路
时间8：00—17:40折返运行
黄庄←→大明燃气←→张营←→万州大道←→高速公路入口←→韩岗←→解放店←→砖瓦厂←→卞营←→邓城大道←→襄阳五中←→高客站（公交二公司）←→航宇中路←→追日路口←→江山北路←→白马广场←→万达广场←→诸葛亮广场（东大肛肠医院）←→新华北路←→科技馆←→新华中路←→新华路口
襄阳公交303路
时间7:30—17:00折返运行
尹集←→白云←→江楠←→肖冲←→千弓←→肖冲←→江楠
襄阳公交305路
时间7：06—16：40折返运行
人民广场（解放桥）←→樊城一桥头←→襄阳一桥头←→东门口←→环城东路←→江华路口←→江华路←→胜利街（六化建医院）←→落轿街←→岘山←→岘首亭←→污水厂←→乔湾←→观音阁←→岘山路华中药业←→水泥厂←→钱营←→钱营管理站←→余家湖油库←→崔家营←→附加站←→棉花站←→余家湖火车站←→鱼塘←→水洼←→港口←→余家湖←→襄城经济工业园
襄阳公交306路
时间7:00—16:00折返运行
赵庄←→邱家营←→毛庄←→鲁庄←→熊集←→汪营←→后李←→花柳←→雷湖←→花园←→毕家营←→牛首
襄阳公交308路
时间7:00—17:00折返运行
牛首←→中号村委会←→中号一队←→文岗←→张岗←→张岗村委会←→枣园村委会←→枣园七队←→刘岗←→上堰村委会
襄阳公交309路
时间7:00—17:00折返运行
襄阳公交311路
时间6:30—16:40折返运行
襄阳东站←→钢铁厂←→深圳工业园←→刘集←→张巷
襄阳公交312路
时间7:00—10:00折返运行
襄阳东站←→钢铁厂←→深圳工业园←→刘集
襄阳公交505路
时间5：50--18：40折返运行（上下行不一样）
上行：
人民广场（解放桥）→樊城一桥头→襄阳一桥头→东门口→环城东路→江华路→胜利街（六化建医院）→落轿街→岘山→岘首亭→污水厂→乔湾→观音阁→岘山路华中药业→水泥厂→钱营→钱营管理站→余家湖油库→崔家营→附加站→棉花站→余家湖火车站→鱼塘→水洼→港口→余家湖→乔家庙→火电厂
下行：
人民广场（解放桥）←人民广场（公交总公司）←一桥桥北←樊城一桥头←襄阳一桥头←东门口←环城东路←江华路口←江华路←胜利街（六化建医院）←落轿街←岘山←岘首亭←污水厂←乔湾←观音阁←岘山路华中药业←水泥厂←钱营←钱营管理站←余家湖油库←崔家营←附加站←棉花站←余家湖火车站←鱼塘←水洼←港口←余家湖←乔家庙←火电厂
襄阳公交511路
时间6：10--21：35折返运行
火车站←→前进东路←→清河路←→长征东路←→工贸中心←→消防支队←→人民广场（市中医院）←→人民广场（公交总公司）←→一桥桥北←→朝阳路←→米公路←→建设东路（银河证劵）←→长虹桥北←→名人城市酒店←→襄阳市图书馆←→檀溪中路←→襄阳市政府←→广电中心←→恒大名都←→万山工业区←→万山←→千山（安定医院）←→职业技术学院←→贾洲
襄阳公交512路
时间6：00—21：00折返运行
火车站←→消防支队←→人民广场（银辉金行）←→解放桥←→樊城一桥头←→襄阳一桥头←→东街←→十字街←→长虹桥南←→名人城市酒店←→襄阳市图书馆←→檀溪中路（王氏口腔门诊）←→襄阳市政府←→广电中心←→恒大名都←→万山工业区←→万山（襄阳四十一中学）←→万山西站←→千山（安定医院）←→职业技术学院←→贾洲←→花梨木店东←→华梨木店←→花梨木店西←→牌坊←→广德寺←→湖北文理学院←→湖北文理学院西门←→隆中风景区
襄阳公交515路
时间6：00—20：00折返运行
火车站←→丹江路←→丹江路口←→交警三大队←→红光路←→清河口←→清河桥东（百洋欧典）←→汉津路口←→襄州交警队←→金富士路口←→襄州一中←→襄州土地局←→城关一中←→王营街←→交通南路←→楚天快报←→交通北路←→蓝色海岸国际大酒店←→锦绣汽配城←→谢洼←→管委会←→车城南路←→铸造三厂←→二汽广场←→神龙小区←→油坊岗←→二汽新区←→东风股份←→南周新区
襄阳公交516路
时间5：50—19：20折返运行
火车站←→洪家沟←→董台←→大吕沟桥←→铁路四院（常春酒店）←→春园东路←→云湾（华中光彩大市场）←→正英集团←→金华寺←→义乌商贸城←→蓝色海岸国际大酒店←→曹营（万家来商务酒店）←→田湾←→县府路口←→荣华工业园←→小张湾（东港绿洲）←→铁十一局←→内燃五区←→内燃机厂门口←→襄州四中←→航空工业学校←→功德陵←→钻石大道东站←→深圳大道←→深圳工业园←→卓灵科技
襄阳公交517路
时间6：15—20：20折返运行
庞公祠←→石家台←→寇家营←→四季青←→东街←→十字街←→长虹桥南←→长虹桥北←→建设路口←→人民路口←→长虹路口←→工业区←→大世界←→施营←→交警二大队（月亮湾公园）←→军纺路（肿瘤医院）（军工医院）←→贾洼←→襄阳汇尔杰←→东寨（固王大酒店）←→宋家寨←→柿铺←→柿铺西站
襄阳公交518路
时间6：00—20：00折返运行
火车站←→中原路←→刑警大队←→大吕沟桥←→铁路四院（常春酒店）←→春园东路←→云湾（华中光彩大市场）←→正英集团←→金华寺←→锦绣汽配城←→谢洼←→管委会←→车城南路←→富康路←→熊洼←→劲风路←→新城路口←→南周村←→日产工业园←→天籁大道←→顺正和居委会←→米庄
襄阳公交530路
时间6：30--18：40折返运行
东风汽车电气公司←→环山路口←→襄城客运站←→长虹桥北←→建设东路（银河证劵）←米公路←→车桥厂←→解放西路←→樊城一桥头←→解放桥←→丹江路口←→丹江路←→交警三大队←→红光路←→清河口←→清河桥东（百洋欧典）←→汉津路口←→襄州交警队←→金富士路口←→襄州一中←→冯营←→石油管道局←→锦绣汽配城←→谢洼←→管委会←→车城南路←→富康大市场←→东风轿车厂
襄阳公交531路
时间6：30--17：50折返运行
火车站←→新华路口←→新华中路←→科技馆←→新华北路←→诸葛亮广场←→万达广场←→白马广场←→长虹北路（艺苑景观豪庭）←→江山北路←→彭岗←→华光厂←→汉十路口←→高客站←→襄阳五中←→邓城大道←→卞营←→砖瓦厂←→解放店（科胜公司）←→韩岗←→高速公路入口←→万洲大道←→张营←→王营街←→王营中街←→项营←→汤岗←→许岗东←→许岗西←→小李营路口←→蔬菜基地←→赵庄东站←→赵庄
襄阳公交532路
时间6：30—19：45折返运行
襄阳五中←→高客站（公交二公司）←→汉十路口←→华光厂←→彭岗←→江山北路←→白马广场←→万达广场←→诸葛亮广场（东大肛肠医院）←→行政服务中心←→襄阳三十二中←→建昌←→七里桥←→汉江中路（三六四医院）←→汉江南路←→工业区←→建设西路（樊城社保）←→建设东路←→长虹桥北←→长虹桥南←→十字街←→东街←→东门口←→环城东路←→江华路
襄阳公交533路
时间5：55—21：35折返运行
万山工业区←→恒大名都←→广电中心←→襄阳市政府←→檀溪中路←→襄阳市图书馆←→名人城市酒店←→长虹桥北←→建设路口←→人民路口←→工人新村←→毛纺小区←→长汉路口←→行政服务中心←→诸葛亮广场（东大肛肠医院）←→万达广场←→白马广场←→紫贞小区←→陈营←→中原路←→中原路口←→刑警大队←→大吕沟桥←→铁路四院（常春酒店）←→春园东路←→光彩工业园
襄阳公交534路
时间6：30--18：30折返运行
襄城客运站←→长虹桥北←→建设路口←→人民路口←→工人新村←→毛纺小区←→长汉路口←→行政服务中心←→诸葛亮广场（东大肛肠医院）←→万达广场←→白马广场←→长虹北路（艺苑景观豪庭）←→江山北路←→彭岗←→华光厂←→汉十路口←→台子湾村←→汉十中路（隆中药业）←→清河三桥西站←→光彩工业园
襄阳公交535路
时间6:10—18:20折返运行
火车站←→新华路口←→交警支队←→建华路口←→前进路←→前进路口←→定中桥←→一桥桥北←→樊城桥头←→襄阳桥头←→四季青←→寇家营←→石家台←→庞公祠←→王家洼四队←→王家洼二队←→庞二←→庞四←→八号站←→涂家巷
襄阳公交536路
时间6：15—20：40折返运行
东风中学←→新城路←→二汽广场←→铸造三厂←→车城南路←→管委会←→谢洼←→锦绣汽配城←→金华寺←→正英集团←→云湾（华中光彩大市场）←→春园东路←→铁路四院（常春酒店）←→大吕沟桥←→董台←→洪家沟←→清河路←→长征东路←→工贸中心←→消防支队←→人民广场（银辉金行）←→人民广场（公交总公司）←→一桥桥北←→樊城桥头←→襄阳桥头←→东门口←→东街←→十字街←→襄城南街←→南湖广场
襄阳公交537路
时间6：40—19：00折返运行
万山工业区←→恒大名都←→广电中心←→襄阳市政府←→檀溪中路←→青龙庙路←→滨江西路←→复聪路←→溪苑路←→滨江中路←→铁佛寺路←→西门←→十字街←→荆州中路←→荆州街
襄阳公交539路
时间7：00—17：30折返运行
襄城南街←→南湖广场←→胜利街←→向阳路口←→向阳小区←→向阳中路←→中央储备粮库←→万一大队←→十家庙小学←→万一棉纺厂←→星光路口←→杨家河大队←→杨家河七队←→杨家河三队←→五星六队←→五星一队←→五星大队(孙家巷村委会)
襄阳公交540路
时间6：10—18:40折返运行
长虹桥北←→建设路口←→人民路口←→风华路口←→前进路口←→定中桥←→人民广场（公交总公司）←→人民广场←→消防支队←→工贸中心←→长征东路←→清河东路←→清河路←→清河桥东（百洋欧典）←→汉津路口←→襄州交警队←→金富士路口←→襄州一中←→襄州土地局←→城关一中←→王营街←→交通路口←→襄州区政府←→荣华南路←→荣华中路←→卧龙中路←→园林北路（东港绿洲）←→小张湾←→铁十一局←→内燃五区←→内燃机厂门口←→襄州四中←→航空工业学校←→功德陵←→钻石大道东站←→深圳大道←→深圳工业园←→卓灵科技←→新日电动车
襄阳公交603路
时间6:50—18:40折返运行
襄阳五中←→邓曼路口←→邓侯路口←→追日路口←→追日西路←→江山北路←→白马广场←→万达广场←→诸葛亮广场（东大肛肠医院）←→七里河←→陈营路口←→公交四公司←→清河西路←→大吕沟桥←→铁路四院←→春园东路←→云湾（华中光彩大市场）←→邓城大道东站←→金华寺←→石油管道局←→冯营←→城关一中←→王营街←→交通路口←→襄州区政府←→襄州广电←→六两河←→化肥厂←→襄阳东站
襄阳公交542路
时间6:30—18:35折返运行
车城南路 - 管委会 - 谢洼 - 锦绣汽配城 - 金华寺 - 正英集团(生资食品大市场) - 云湾(华中光彩大市场) - 清河三桥西站 - 汉十中路 - 台子湾村 - 汉十路口 - 华光厂 - 彭岗 - 江山北路 - 白马广场 - 万达广场 - 诸葛亮广场 - 新华北路 - 科技馆 - 春园路 - 中原路 - 火车站 - 前进东路 - 清河路 - 清河东路 - 清河口
襄阳公交543路
时间6:00—19:00折返运行
航天小区←→白马广场←→万达广场←→诸葛亮广场←→行政服务中心←→长汉路口←→毛纺小区←→工人新村←→人民路口←→建设路口←→长虹桥北←→名人城市酒店←→襄阳图书馆←→檀溪中路（王氏口腔门诊）←→襄阳市政府←→广电中心←→恒大名都←→万山工业区←→万山（襄阳四十一中学）←→万山西站←→千山（安定医院）←→职业技术学院←→贾洲←→花梨木店东←→花梨木店←→花梨木店西←→牌坊←→广德寺←→湖北文理学院←→湖北文理学院西门←→隆中风景区

襄阳公交546路
时间6：30—18:30折返运行
春园西路华中药业←→振华北路←→乔营小区←→松鹤中路←→汉江南路←→大世界←→施营←→卧龙大桥桥南←→琵琶山路口←→环山路口←→襄城客运站←→铁佛寺路口←→烈士陵园←→西巷口←→胜利街←→胜利街（六化建医院）←→落轿街←→岘山←→岘首亭←→污水厂←→乔湾←→观音阁←→岘山路华中药业
襄阳公交547路
时间6：30--18：30折返运行
铁路四院←→大吕沟桥←→洪沟路←→洪沟东路←→洪家沟←→铁公路←→幸福小区←→火车站←→新华路口←→铁路二院←→科技馆←→新华北路←→诸葛亮广场（东大肛肠医院）←→万达广场←→中原西路←→航天小区
襄阳公交548路
时间6：50—17：55折返运行
南湖广场←→襄城南街←→十字街←→西门←→名人城市酒店←→襄阳市图书馆←→檀溪中路←→襄阳市政府←→广电中心←→恒大名都←→万山工业区←→万山←→万山西站←→千山←→职业技术学院←→黄家湾路口←→黄家湾四组←→黄家湾三组←→仙山路口←→黄家湾二组←→黄家湾一组←→黄家湾风景区
柿铺西站←→西陈营路←→陈家营路口←→龙湖家←→天丰纺织厂←→冯家台←→二十九中←→杨湖六组←→焦家台←→三友集团←→张桥村委会←→张桥路口
襄阳公交601路
时间6:55—18:10折返运行
南周新区←→东风股份←→二汽新区←→油坊岗←→神龙小区←→二汽广场←→铸造三厂←→车城南路←→管委会←→谢洼←→锦绣汽配城←→义乌商贸城←→蓝色海岸国际大酒店←→曹营←→田湾←→县府路口←→荣华工业园←→小张湾←→铁十一局←→内燃五区←→内燃机厂门口←→襄州四中←→航空工业学校←→功德陵←→钻石大道东站←→深圳大道
襄阳公交602路
时间6:40—16:50折返运行
火车站←→中原路←→刑警大队←→董台←→洪家沟←→清河路←→清河东路←→清河口←→清河桥东←→汉津路口←→襄州交警队←→金富士路口←→襄州一中←→襄州土地局←→城关一中←→王营街←→交通路口←→襄州区政府←→荣华南路←→荣华中路←→县府路口←→荣华工业园←→小张湾（东港绿洲）←→铁十一局←→内燃五区←→内燃机厂门口←→襄州四中←→航空工业学校←→功德陵←→钻石大道东站←→深圳大道←→深圳工业园←→卓灵科技←→机场门口←→襄阳机场

襄阳公交605路
时间7:00—17：35折返运行
原线：襄阳五中←→黄家路口←→航天小区←→白马广场←→诸葛亮广场←→行政服务中心←→诸葛亮中学←→建昌←→汉江路口←→襄阳农工医院（汉江老年公寓）←→白家庄←→春园西路华中药业←→振华北路←→施营路口←→乔营←→松鹤西路←→3545工厂←→3611机械厂←→后贾洼居委会←→西航精工←→中航大道南站←→3611新厂区←→王伙村←→中航大道花卉路口
改道线：航天小区←→汉江北路←→武警黄金学校←→汉江路口←→襄阳农工医院（汉江老年公寓）←→白家庄←→春园西路华中药业←→振华北路←→施营路口←→乔营←→松鹤西路←→3545工厂←→3611机械厂←→后贾洼居委会←→西航精工←→中航大道南站←→3611新厂区←→王伙村←→中航大道花卉路口
襄阳公交50路
折返运行
贾洼 - 柿铺西站 - 竹条 - 赵庄 - 牛首 - 王营 - 黄龙堰路口 - 杨岗 - 王庄 - 四清桥 - 莫岗 - 莫岗一组 - 朱坡街 - 徐堤村 - 宋闸村 - 八里庙 - 小龙洲 - 蔡岗 - 水厂路口 - 太平店 - 青泥湾中学 - 幸福社区 - 田山三组 - 富康花园 - 郭家庄 - 湖北化纤厂
襄阳公交51路
折返运行
上茶庵一组 - 上茶庵三组 - 上茶庵四组 - 姚河村 - 龚洲村 - 胥营村 - 太平店 - 水厂路口 - 蔡岗 - 小龙洲 - 八里庙 - 宋闸村 - 徐堤村 - 朱坡中心小学 - 朱坡街 - 杨庄 - 莫岗 - 四清桥 - 冢子湾 - 杨岗 - 黄龙堰路口 - 王营 - 牛首法庭 - 牛首 - 赵庄 - 张营 - 襄阳五中 - 汉十路口 - 华光厂 - 彭岗 - 长虹路江山北路口 - 中原西路 - 航天小区
襄阳公交568路
折返运行
火车站 - 前进路幸福路口 - 洪家沟 - 董台 - 清河路北路 - 公交四公司 - 樊魏路南路 - 樊魏路中路 - 樊魏路北路 - 台子湾村 - 汉十路中路(隆中药业) - 清河三桥西站 - 春园路云湾路口 - 春园路北路 - 光彩工业园 - 光彩田宇 - 光彩新街口 - 车城湖北路 - 万众星苑 - 东风汽车大道 - 东风襄阳基地新区 - 东风股份 - 南周新区 - 新明路 - 东风合运物流 - 董庄 - 本昌乾通 - 光彩物流基地
襄阳公交53路
折返运行
人民广场（拉美步行街） - 东风路 - 丹江路口 - 交警三大队 - 红光路 - 清河口 - 清河桥东(百洋欧典) - 汉津路口 - 襄州交警队 - 金富士路口 - 襄州一中 - 襄州土地局 - 城关一中 - 王营街 - 交通路口 - 襄州区政府 - 襄州广电 - 六两河 - 六两河桥南 - 西岗村 - 经开区管委会 - 陈坡村二组 - 陈坡村三组 - 樊营村三组 - 樊营村五组 - 东津
沃尔玛环城A线
每周 循环运行
沃尔玛—钱塘100—施营小区—金太阳陶瓷城—机电工业园—沃尔玛
沃尔玛环城C线
每周 循环运行
沃尔玛—市行政服务中心—湖北文理学院理工学院—铁沁花园—市房管局—消防支队—银辉金行—襄阳花园—沃尔玛
沃尔玛襄城线
每周 折返运行
沃尔玛—米公饭店—龙世家—闸口卫生服务站—怡和苑—襄阳剧院—市中心医院后门
沃尔玛高新区线
周一、三、五、日 折返运行
沃尔玛—交警支队—华凯新城—左岸春天—襄阳新城—东方红酒店—阳光绿岛小区
沃尔玛隆中线
周二、四、六 折返运行
沃尔玛—市中心血站—市物价局—609研究所—湖北文理学院

#### 普通线路
| 路线   | 起点             | 终点               | 收费方式   | 备注 |
| ------ | ---------------- | ------------------ | ---------- | ---- |
| 1      | 火车站           | 岘山               | 一段票收费 | 14站 |
| 2      | 火车站           | 楚才中学           | 一段票收费 | 25站 |
| 3      | 定中桥           | 牛首               | 一段票收费 | 19站 |
| 4      | 车桥厂           | 唐白河             | 一段票收费 | 20站 |
| 6      | 人民广场         | 卧龙镇             | 一段票收费 | 28站 |
| 7      | 人民广场         | 郜营车站           | 一段票收费 | 22站 |
| 8      | 鱼梁洲           | 尹集               | 一段票收费 | 24站 |
| 9      | 清河口           | 柿铺西站           | 一段票收费 | 21站 |
| 10环线 | 清河路           | 清河路             | 一段票收费 | 22站 |
| 13     | 火车站           | 岘山               | 一段票收费 | 20站 |
| 14     | 东风汽车电气公司 | 火车站             | 一段票收费 | 22站 |
| 16     | 市一医院         | 钢铁厂             | 一段票收费 | 23站 |
| 16夜班 | 人民广场         | 钢铁厂             | 一段票收费 | 18站 |
| 19     | 水上派出所       | 襄阳五中           | 一段票收费 | 24站 |
| 20     | 鱼梁洲           | 后贾洼（安迈电器） | 一段票收费 | 20站 |
| 21     | 万山工业区       | 闸口               | 一段票收费 | 13站 |
| 22     | 人民广场         | 华光厂             | 一段票收费 | 14站 |
| 23     | 新华路口         | 肖湾               | 一段票收费 | 19站 |
| 24     | 万山工业区       | 襄阳东站           | 一段票收费 | 20站 |
| 24夜班 | 襄城客运站       | 清河口             | 一段票收费 | 12站 |
| 25     | 华中光彩大市场   | 尹集               | 一段票收费 | 24站 |
| 26     | 火车站           | 柿铺西站           | 一段票收费 | 18站 |
| 27     | 沿江大道东站     | 后贾洼（安迈电器） | 一段票收费 | 17站 |
| 28     | 汉丹水泵房       | 汉丹厂             | 一段票收费 | 20站 |
| 29     | 四季青           | 卫东厂             | 一段票收费 | 17站 |
| 38     | 人民广场         | 襄阳五中           | 一段票收费 | 26站 |

#### 小专线
| 路线    | 起点     | 终点       | 收费方式   | 备注 |
| ------- | -------- | ---------- | ---------- | ---- |
| 301环线 | 铁路四院 | 铁路四院   | 一段票收费 | 19站 |
| 302     | 黄庄     | 新华路口   | 一段票收费 | 18站 |
| 303     | 尹集     | 张村       | 一段票收费 | 6站  |
| 304     | 长虹桥北 | 唐白河     | 一段票收费 | 22站 |
| 306     | 牛首     | 赵庄       | 一段票收费 | 10站 |
| 308     | 牛首     | 枣园村七组 | 一段票收费 | 8站  |

#### 专线车
| 路线              | 起点             | 终点               | 收费方式   | 备注                   |
| ----------------- | ---------------- | ------------------ | ---------- | ---------------------- |
| 305（原505路B线） | 人民广场         | 襄城经济技术开发区 | 一段票收费 | 去程27站，回程：30站   |
| 505               | 人民广场         | 火电厂             | 一段票收费 | 去程：27站，回程：30站 |
| 511               | 火车站           | 万山工业区         | 一段票收费 | 16站                   |
| 512               | 火车站           | 隆中               | 一段票收费 | 26站                   |
| 515               | 火车站           | 二汽新区           | 一段票收费 | 19站                   |
| 516               | 火车站           | 回车厂             | 一段票收费 | 16站                   |
| 517               | 庞公祠           | 柿铺西站           | 一段票收费 | 23站                   |
| 518               | 火车站           | 米庄               | 一段票收费 | 18站                   |
| 530               | 东风汽车电气公司 | 东风轿车厂         | 一段票收费 | 30站                   |
| 531               | 火车站           | 竹条               | 一段票收费 | 17站                   |
| 532               | 江华路           | 襄阳五中           | 一段票收费 | 24站                   |
| 533               | 华中光彩大市场   | 万山工业区         | 一段票收费 | 24站                   |
| 534               | 二桥桥北         | 华中光彩大市场     | 一段票收费 | 16站                   |
| 535               | 火车站           | 涂家巷             | 一段票收费 | 19站                   |
| 536               | 东风中学         | 南湖广场           | 一段票收费 | 19站                   |
| 536夜班           | 火车站           | 二汽新区           | 一段票收费 | 17站                   |
| 537               | 荆州街           | 市政府             | 一段票收费 | 9站                    |
| 539               | 清真寺           | 杨家河             | 一段票收费 | 15站                   |
| 50                | 湖北化纤厂       | 贾洼               | 一段票收费 | 26站                   |
| 51                | 航天小区         | 上茶庵一组         | 一段票收费 | 33站                   |
| 546               | 岘山路华中药业   | 春园西路华中药业   | 一段票收费 | 23站                   |
| 53                | 人民广场         | 东津               | 一段票收费 | 26站                   |
| 568               | 火车站           | 光彩物流基地       | 一段票收费 | 28站                   |
| 548               | 黄家湾风景区     | 南湖广场           | 一段票收费 | 22站                   |

#### 巴士
| 路线           | 起点           | 终点           | 收费方式   | 备注                                 |
| -------------- | -------------- | -------------- | ---------- | ------------------------------------ |
| 二汽环线       | 华中光彩大市场 | 日产工业园     | 一段票收费 | 由本市生产之纯电动车型“东风天翼”担当 |
| 沃尔玛环城A线  | 沃尔玛         | 沃尔玛         | 免费       | 6站                                  |
| 沃尔玛环城C线  | 沃尔玛         | 沃尔玛         | 免费       | 9站                                  |
| 沃尔玛襄城线   | 沃尔玛         | 市中心医院后门 | 免费       | 7站                                  |
| 沃尔玛高新区线 | 沃尔玛         | 阳光绿岛小区   | 免费       | 7站                                  |
| 沃尔玛隆中线   | 沃尔玛         | 湖北文理学院   | 免费       | 5站                                  |

#### 电动公交车
| 路线        | 起点     | 终点             | 收费方式   | 备注 |
| ----------- | -------- | ---------------- | ---------- | ---- |
| 601         | 南周新区 | 深圳大道         | 一段票收费 | 26站 |
| 602         | 火车站   | 襄阳机场         | 一段票收费 | 35站 |
| 603         | 襄阳五中 | 襄阳东站         | 一段票收费 | 30站 |
| 605         | 襄阳五中 | 中航大道花卉路口 | 一段票收费 | 27站 |
| 605改道线路 | 航天小区 | 中航大道花卉路口 | 一段票收费 | 19站 |

#### 空调车
| 路线 | 起点       | 终点     | 收费方式   | 备注 |
| ---- | ---------- | -------- | ---------- | ---- |
| 601  | 南周新区   | 深圳大道 | 一段票收费 | 26站 |
| 602  | 火车站     | 襄阳机场 | 一段票收费 | 35站 |
| 603  | 襄阳五中   | 襄阳东站 | 一段票收费 | 29站 |
| 536  | 东风中学   | 南湖广场 | 一段票收费 | 30站 |
| 511  | 火车站     | 贾洲     | 一段票收费 | 25站 |
| 515  | 火车站     | 二汽新区 | 一段票收费 | 19站 |
| 51   | 上茶庵一组 | 航天小区 | 一段票收费 | 33站 |
| 13   | 岘山       | 火车站   | 一段票收费 | 19站 |
| 512  | 隆中风景区 | 火车站   | 一段票收费 | 33站 |
| 50   | 湖北化纤厂 | 贾洼     | 一段票收费 | 26站 |

## 车型
- 东风扬子江WG6101
- 东风扬子江WG6100
- 东风阳光
- 福宝
- 重庆9米
- 襄阳中巴
- 东风莲花
- 长江
- 东风天翼

## 票务资讯
- 除仅运行于空调车之511路、512路、536路、51路为一段票2元外，其余线路均为一段票1元。
- 感应IC卡（需事先于指定银行，超市，充值点储值）：上车时将卡片靠近感应区直到感应成功为止(约0~2秒)：

IC卡储值点列表（页面存档备份，存于）
- - 普通卡：每次乘车收费0.9元，可于所有类型线路使用。
  - 学生优惠卡：普通线路每次收费0.5元，乘坐郊区线路和专线车每次收费0.9元。
  - 老人免费乘车卡：65岁以上老人可办理，免费乘坐普通线路和专线车。